# Bahnstrecke Collonges-Fontaines–Lyon-Guillotière
| Viadukt bei Collonges über die Saône | |                                                                    |                                                                    |
| Spurweite: | 1435 mm (Normalspur) |                                                                    |                                                                    |
| Stromsystem: | 1500 = |                                                                    |                                                                    |
| Zweigleisigkeit: | Collonges-Fontaines–Lyon-Guillotière                                                                                      |                                                                    |                                                                    |
| | |                                                                    |                                                                    |
| Betreiber | Compagnie du chemin de fer de Lyon à Genève (1853–1857) PLM (1858–1937) SNCF (1938–1997) RFF (1997–2014) SNCF (seit 2015) |                                                                    |                                                                    |
| Offizielle Nummer | 893 000 |                                                                    |                                                                    |
| Eigentümer | SNCF |                                                                    |                                                                    |
| Betreiber | SNCF |                                                                    |                                                                    |
| \| \| \| Bahnstrecke Paris–Marseille von Paris Gare de Lyon \| \| \| \| 499,491 \| Collonges - Fontaines \| (175 m) \| \| \| 500,80 \| Les Grands-Violets \| (174 m) \| \| \| \| Bahnstrecke Paris–Marseille nach Lyon-Perrache \| \| \| \| \| Saône \| \| \| \| \| Tunnel de Caluire (2.404 m), Bahnstrecke Lyon-Croix-Rousse–Trévoux \| \| \| \| \| Bahnstrecke Lyon-Saint-Clair–Bourg-en-Bresse von Bourg-en-Bresse \| \| \| \| \| Bahnstrecke Lyon–Genève von Genève \| \| \| \| 504,120 \| Lyon-Saint-Clair \| (177 m) \| \| \| \| Rhone (272 m) \| \| \| \| 506,593 \| Lyon-Brotteaux \| (173 m) \| \| \| 507,505 \| Lyon-Part-Dieu \| (171 m) \| \| \| \| Chemin de fer de l'Est de Lyon nach Montalieu-Vercieu \| \| \| \| \| Bahnstrecke Paris–Marseille von Paris Gare de Lyon \| \| \| \| 511,604 512,530 \| Lyon-Guillotière \| (174 m) \| \| \| \| Bahnstrecke Lyon–Marseille nach Marseille-Saint-Charles \| \| \| \| \| Bahnstrecke Paris–Marseille nach Marseille-Saint-Charles \| \| | |                                                                    |                                                                    |
| | | Bahnstrecke Paris–Marseille von Paris Gare de Lyon                 |                                                                    |
| Bahnhof | 499,491 | Collonges - Fontaines                                              | (175 m)                                                            |
| ehemaliger Haltepunkt / Haltestelle | 500,80 | Les Grands-Violets                                                 | (174 m)                                                            |
| Abzweig geradeaus und nach rechts | | Bahnstrecke Paris–Marseille nach Lyon-Perrache                     | Bahnstrecke Paris–Marseille nach Lyon-Perrache                     |
| Brücke über Wasserlauf | | Saône                                                              | Saône                                                              |
| Tunnel | | Tunnel de Caluire (2.404 m), Bahnstrecke Lyon-Croix-Rousse–Trévoux | Tunnel de Caluire (2.404 m), Bahnstrecke Lyon-Croix-Rousse–Trévoux |
| Abzweig geradeaus und von links | | Bahnstrecke Lyon-Saint-Clair–Bourg-en-Bresse von Bourg-en-Bresse   | Bahnstrecke Lyon-Saint-Clair–Bourg-en-Bresse von Bourg-en-Bresse   |
| Abzweig geradeaus und von links | | Bahnstrecke Lyon–Genève von Genève                                 | Bahnstrecke Lyon–Genève von Genève                                 |
| ehemaliger Bahnhof | 504,120 | Lyon-Saint-Clair                                                   | (177 m)                                                            |
| Brücke über Wasserlauf | | Rhone (272 m)                                                      | Rhone (272 m)                                                      |
| Bahnhof | 506,593 | Lyon-Brotteaux                                                     | (173 m)                                                            |
| Bahnhof | 507,505 | Lyon-Part-Dieu                                                     | (171 m)                                                            |
| Abzweig geradeaus und ehemals nach links | | Chemin de fer de l'Est de Lyon nach Montalieu-Vercieu              | Chemin de fer de l'Est de Lyon nach Montalieu-Vercieu              |
| Abzweig geradeaus, nach rechts und von rechts | | Bahnstrecke Paris–Marseille von Paris Gare de Lyon                 | Bahnstrecke Paris–Marseille von Paris Gare de Lyon                 |
| Dienststation / Betriebs- oder Güterbahnhof | 511,604 512,530 | Lyon-Guillotière                                                   | (174 m)                                                            |
| Abzweig geradeaus und nach links | | Bahnstrecke Lyon–Marseille nach Marseille-Saint-Charles            | Bahnstrecke Lyon–Marseille nach Marseille-Saint-Charles            |
| | | Bahnstrecke Paris–Marseille nach Marseille-Saint-Charles           |                                                                    |

Die Bahnstrecke Collonges-Fontaines–Lyon-Guillotière ist eine kurze Anbindung an die Strecken Paris–Marseille und Lyon–Genève. Die Züge aus Richtung Dijon können somit den Bahnhof Lyon-Part-Dieu anfahren, ohne den Umweg über den Bahnhof Lyon-Perrache nehmen zu müssen.

## Geschichte

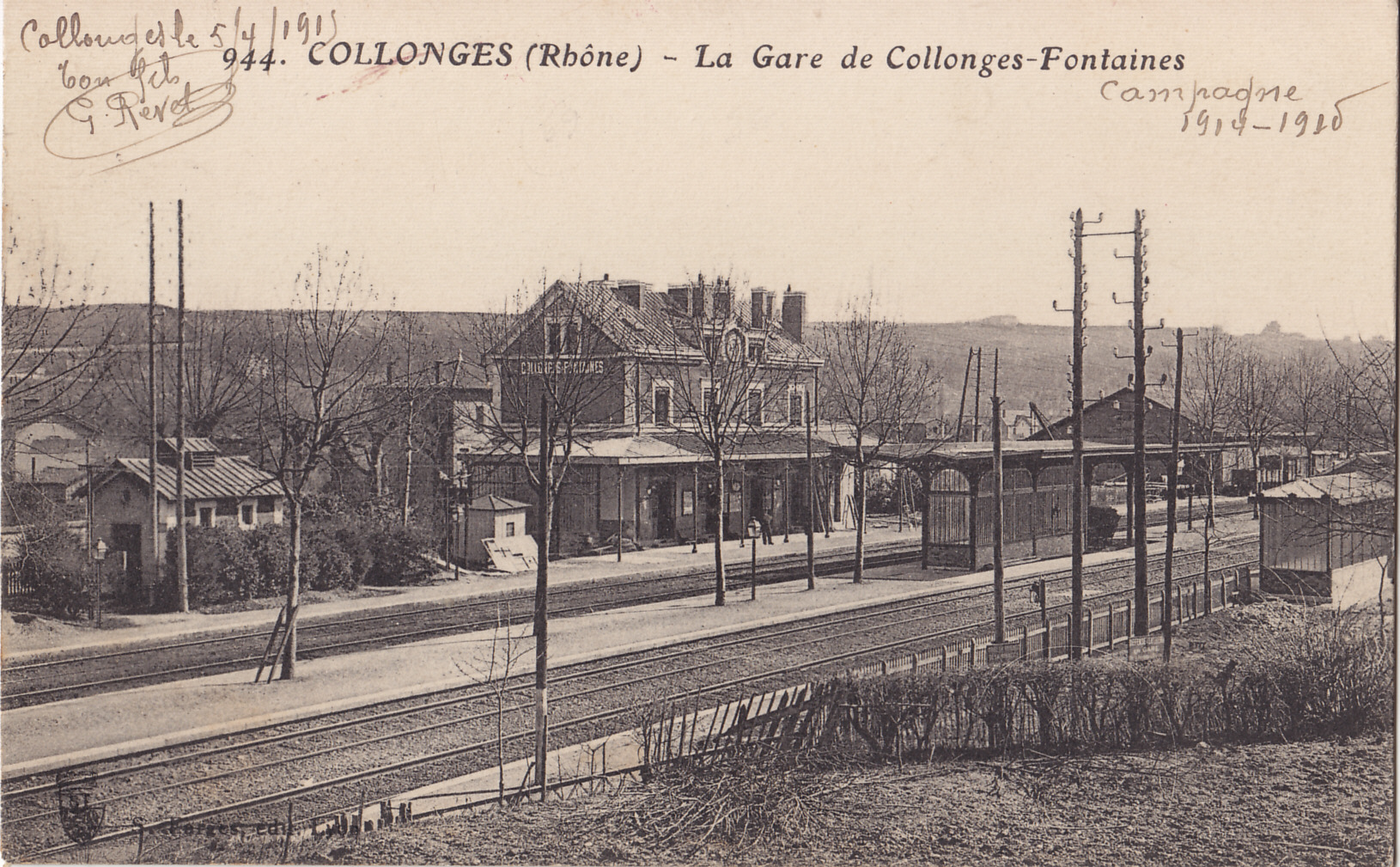
Bahnhof Collonges–Fontaines (frühes 20. Jahrhundert)

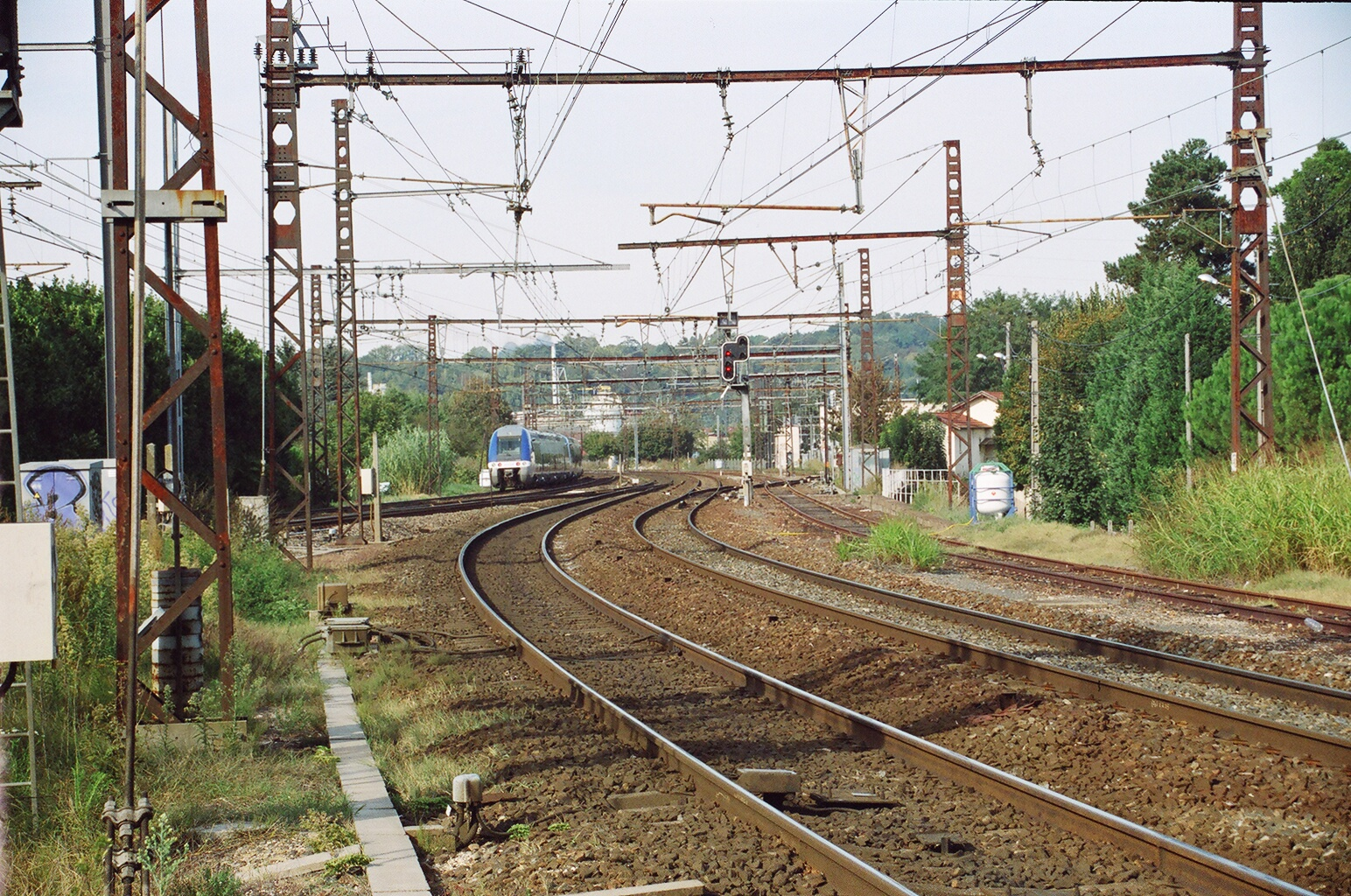
Südkopf des Bahnhofs Collonges–Fontaines (Blickrichtung Nord) – rechts die Gleise nach Lyon-Guillotière

Der Abschnitt von Lyon-Guillotière nach Lyon-Saint-Clair wurde 1853 genehmigt und 1859 von der Compagnie du chemin de fer de Lyon à Genève gebaut. Dies geschah im Zusammenhang mit dem Bau der Bahnstrecke Lyon–Genève und ihrer Anbindung an die Bahnstrecke Paris–Marseille.
Der Abschnitt Collonges-Fontaines–Lyon-Saint-Clair wurde unter Vorbehalt für die PLM vom Ministre des Travaux publics und der Gesellschaft am 26. Mai 1883 unterzeichnet. Die Übereinkunft wurde dann am 20. November zum Gesetz.
Mit dem Erlass vom 24. April 1884 wurde die Strecke für wichtig für den öffentlichen Verkehr erklärt und somit die Konzession bestätigt.

## Trasse
Es gibt auf der Strecke einen Tunnel von 2,404 km Länge, den Eisenbahntunnel von Caluire.